# Sophora saxicola
Sophora saxicola é uma espécie vegetal da família Fabaceae.
Apenas pode ser encontrada na Jamaica.